# Hitlerjugend

A Hitlerjugend zászlója

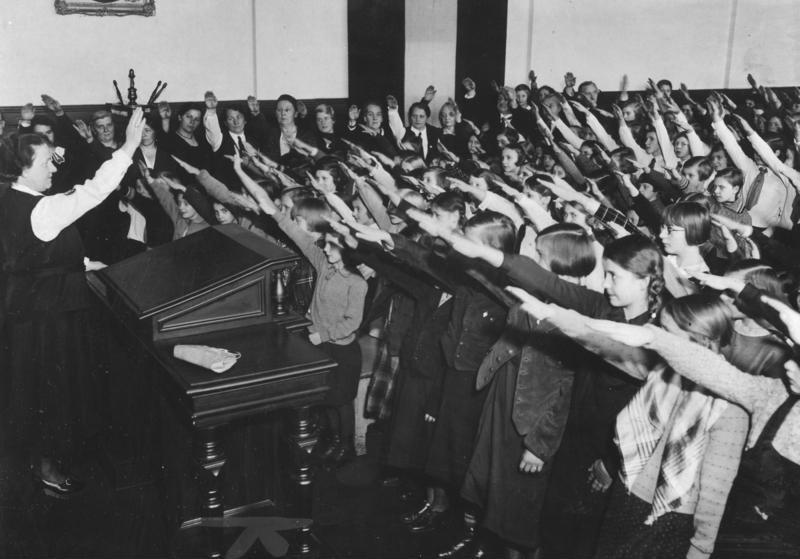
Német iskoláslányok üdvözlik a tanárnőjüket

A Hitlerjugend vagy Hitler-Jugend (rövidítve HJ) a Nemzetiszocialista Német Munkáspárt 1922 és 1945 között működött ifjúsági szervezete volt. A Sturmabteilung után a nemzetiszocialista párt második legrégebbi paramilitáris szervezeteként indult müncheni központtal, Jungsturm Adolf Hitler néven.
Az 1923-as sörpuccsot követően a szervezetet feloszlatták és csak 1926-ban alakult meg újra. Baldur von Schirach vezetése alatt 1935-re a német fiúk közel 60%-a lett a szervezet tagja, 1936. július 1-jétől pedig állami intézménnyé vált és elvárták, hogy minden árja fiatal a tagja legyen.
A HJ egységei, szervezetei: 
- das Deutsche Jungvolk (10-14 éves fiúk)
- a tulajdonképpeni Hitler-Jugend (die eigentliche Hitler-Jugend) (14-18 éves fiúk)
- der Jungmädelbund (10-14 éves lányok)
- der Bund Deutscher Mädel (BDM) (14-17 éves lányok)
- das BDM-Werk Glaube und Schönheit (17-21 éves lányok)

A HJ különleges alakulatai: 
- Flieger-HJ (repülőalakulat)
- Motor-HJ (motoros alakulat)
- Marine-HJ (tengerészalakulat)
- Nachrichten-HJ (híradóalakulat)
- Reiter-HJ (lovas alakulat)
- HJ-Feuerwehrscharen (tűzoltóalakulat)
- HJ-Bergfahrtengruppen (hegymászó alakulat)
- HJ-Streifendienst
- HJ-Feldschere
- BDM-Gesundheitsdienstmädel (egészségügyi leányalakulat)
- Gebirgsjäger-HJ (hegyivadászok)
- Rundfunkspielscharen der HJ (rádiós alakulat)

A második világháborúban tagjai kezdetben kisegítő feladatokat láttak el, ám később, a súlyos német veszteségek után, a harcoló alakulatok utánpótlására kezdték felhasználni a Hitlerjugendet. 1943 februárjában önálló hadosztályt is szerveztek HJ-tagokból 12. Hitlerjugend SS-páncéloshadosztály néven.

## Feloszlatása
Mivel nagy szerepe volt fiatal korosztályok egészének a második világháborúban való feláldozásában, a háborút követően a szervezetet feloszlatták, több vezetőjét a szövetséges hatóságok börtönbüntetésre ítélték. Legfőbb vezetőjét, Baldur von Schirachot a nürnbergi perben 20 évnyi börtönre ítélték.